# Asplenium gastonis
Asplenium gastonis är en svartbräkenväxtart som beskrevs av Fée. Asplenium gastonis ingår i släktet Asplenium och familjen Aspleniaceae. Inga underarter finns listade.